# Richard Cœur de Lion
Richard Lví srdce (ve francouzském originále Richard Cœur de Lion) je komická opera belgického skladatele A.-E.-M- Grétryho (libreto Michel-Jean Sedaine) inspirovaná legendou o zajetí anglického krále Richarda I. v Rakousku a jeho záchraně věrným trubadúrem Blondelem. Dílo poprvé uvedené 21. října 1784 v Paříži je dnes považováno za jednu z nejvýznamnějších francouzských komických oper. Novodobá inscenace opery z roku 2019 v Opéra Royal ve Versailles byla natočena pro televizi Mezzo.

## Historická zajímavost.
V opeře zazní slavná árie „Ô Richard, Ô mon Roi“, kterou 1. října 1789 zpívali v Královské opeře ve Versailles členové osobní stráže Ludvíka XVI., kteří tak chtěli pozdravit Marii Antoinettu a krále. To však rozpoutalo ostrou reakci místních obyvatel, kteří se rozhodli táhnout na Versailles, což následně nutí královskou rodinu opustit 6. října téhož roku zámek, aby se sem už nikdy nevrátila.